# Bohdanovce nad Trnavou
Bohdanovce nad Trnavou (allemand : Bogdanowitz, hongrois : Bogdány) est un village de Slovaquie situé dans la région de Trnava.

## Histoire
Première mention écrite du village en 1332.

## Démographie

### Évolution de la population
| Année:               | 1994. | 2004.   | 2014.    | 2024.    |
| -------------------- | ----- | ------- | -------- | -------- |
| Nombre de personnes: | 936   | 969     | 1306     | 1529     |
| Différence:          |       | +3,52 % | +34,77 % | +17,07 % |

| Année:               | 2023. | 2024.   |
| -------------------- | ----- | ------- |
| Nombre de personnes: | 1532  | 1529    |
| Différence:          |       | -0,19 % |